# Lothar Beutel
Lothar Beutel, né le 6 mai 1902 à Leipzig et mort le 16 mai 1986 à Berlin-Steglitz, est un pharmacien allemand et un officier SS ayant travaillé au Sicherheitsdienst.

## Biographie

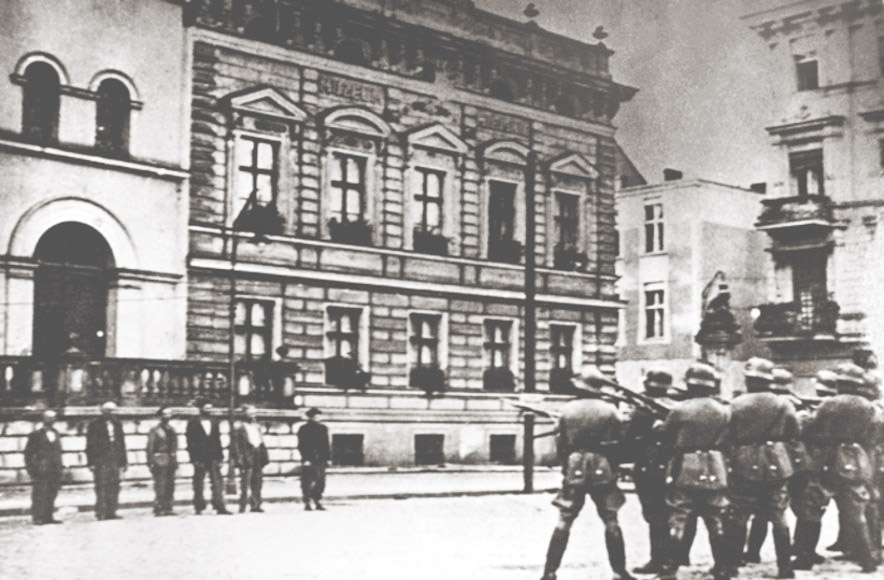
Exécution d'otages polonais menée par l'Einsatzgruppe IV sur la place de la ville de Bydgoszcz le 9 septembre 1939.

Pendant l'invasion Nazie de la Pologne, le SS-Untersturmführer Beutel dirige l'Einsatzgruppe IV. Dans cette position, Beutel organise la capture initiale de la population juive de Varsovie et met en place leur ghettoïsation. Il est également actif dans Bydgoszcz, où il donne personnellement des ordres pour faire exécuter, dans les bois proches de la ville, entre 120 et 150 Polonais, les 11 et 12 septembre 1939. D'autres sources affirment jusqu'à 900 victimes.
Connu hâtivement pour sa corruption, il se serait livré à une agression sexuelle sur une jeune Polonaise dont la mère cuisinait pour les SS. Le commandant de la police criminelle (Kripo), Arthur Nebe, aurait ordonné une enquête à ce sujet. Le 23 octobre 1939, Beutel est remplacé en tant que chef de l'Einsatzgruppe IV par Josef Albert Meisinger.
Beutel occupe brièvement un poste dans le camp de concentration de Dachau avant d'être expulsé de la SS. Il intègre ensuite la 3e Panzerdivision SS Totenkopf, où il participe à la campagne de France. Le 9 novembre 1940, il est promu SS-Hauptsturmführer. Il est ensuite chef de département au Reichsapothekenkammer. En 1944, Beutel rejoint de nouveau les Waffen-SS, est blessé en Hongrie puis arrêté à Berlin en juin 1945.
Capturé par les soviétiques, il est libéré qu'en octobre 1955. De retour à la vie civile, il est pharmacien à Berlin-Ouest. Le 20 mai 1965, Beutel est arrêté et placé en détention provisoire avant d'être libéré le 14 décembre 1967 contre une caution de 50 000 Deutschemark. Dans les années 1970, le tribunal régional de Berlin ordonna une action en justice contre lui pour ses actions commis en Pologne en septembre 1939. Il ne fut jamais inculpé par manques de preuves et mourut à Berlin en 1986.